# Hamadi Hamidouch
Abdellatif Houmama (ur. 1942) – marokański trener piłkarski, były selekcjoner reprezentacji Maroka.

## Kariera reprezentacyjna
W 1980 roku został selekcjonerem reprezentacji Maroka. W 1980 prowadził ją w Pucharze Narodów Afryki 1980. Z Marokiem zajął 3. miejsce w tym turnieju. W 2015 roku prowadził FAR Rabat.